# Distretto di Mueang Ang Thong
Il distretto di Mueang Ang Thong (in thailandese: เมืองอ่างทอง) è un distretto (amphoe) della Thailandia, situato nella provincia di Ang Thong, della quale è il capoluogo.